# 걷고 있어
아루이테루(歩いてる, 걷고 있어)는 2006년 11월 8일에 발매된 모닝구무스메의 서른한 번째 싱글이다.

## 개요
- 작사, 작곡을 담당한 층쿠♂가 11월 29일에 발매된 샤란Q 버전으로 셀프 커버하였다.
- 모닝구무스메로서는 AS FOR ONE DAY 이후 약 3년 반만에 오리콘 싱글차트에서 1위를 획득하였다. 6기 후지모토 미키, 카메이 에리, 미치시게 사유미, 다나카 레이나는 가입 후 최고 순위 2위 (비눗방울, 오사카 사랑의 노래), 7기 쿠스미 코하루는 가입 후 발매된 4장의 싱글 모두 4위를 기록하였지만, 이 싱글로 모닝구무스메 첫 1위의 영광을 안았다. 이로써 7기까지의 모든 멤버 22명이 1위를 경험하였다. 이 싱글 1위로 핑크 레이디와 타이 기록을 이루었던, 여성 그룹 싱글 CD 오리콘 1위 횟수를 10작품으로 늘리며 단독 1위에 올랐다.
- 뮤직 비디오는 떠들석한 여자들의 이야기 이후 첫 야외 촬영.

## 수록곡
1. 歩いてる
작사, 작곡 : 층쿠 / 편곡 : 스즈키Daichi히데유키
2. 踊れ! モーニングカレー
작사, 작곡 : 층쿠 / 편곡 : 히라타 쇼이치로
3. 歩いてる (Instrumental)

## 참여 뮤지션
※괄호는 트랙 번호
- 스즈키Daichi히데유키 - 프로그래밍, 기타 (1)
- 다케가미 요시나리 - 테너 색소폰 (1)
- 다케우치 히로아키 - 코러스 (1, 2)
- 히라타 쇼이치로 - 프로그래밍 (2)
- 층쿠♂ - 코러스 (2)

## 차트
- 주간최고순위 1위 (오리콘 차트)